# Чернобыльский, Лев Абрамович
Лев Абрамович Чернобыльский (1899, Шполянка — 1944) — советский футболист и футбольный судья. Судья всесоюзной категории (20.04.1937).

## Спортивная карьера
Футболист
В 1922—23 годах выступал за «Местран» и становился чемпионом Одессы в 1923 году.
Судья
В качестве главного судьи в классе «А» провёл 14 матчей (1936—1940).
Также судил:
- матч ¼ финала Кубка СССР 1936 года между «Красная заря» (Ленинград) — «Торпедо» (Москва) (1:0)
- матч 1937 года между «Динамо» (Киев) и сборной страны Басков (1:3)[1]
- финальный матч Кубка УССР 1938 года между «Динамо» (Киев) — «Локомотив» (Киев) (3:1).